# Opere di Agatha Christie
Agatha Christie (1890-1976) è stata una scrittrice di racconti, romanzi gialli e opere teatrali. Sebbene abbia scritto sei romanzi d'amore con lo pseudonimo di Mary Westmacott, la sua bibliografia si basa sui 66 romanzi polizieschi e sulle 14 raccolte di racconti che ha scritto a suo nome, che hanno venduto oltre due miliardi di copie.

## Romanzi gialli
Agatha Christie ha scritto 66 romanzi gialli.
| Anno | Romanzo                               | Titolo originale                     | Serie                            |
| ---- | ------------------------------------- | ------------------------------------ | -------------------------------- |
| 1920 | Poirot a Styles Court                 | The Mysterious Affair At Styles      | Hercule Poirot e Arthur Hastings |
| 1922 | Avversario segreto                    | The Secret Adversary                 | Tommy e Tuppence                 |
| 1923 | Aiuto, Poirot!                        | The Murder On The Links              | Hercule Poirot e Arthur Hastings |
| 1924 | L'uomo vestito di marrone             | The Man In The Brown Suit            | -                                |
| 1925 | Il segreto di Chimneys                | The Secret Of Chimneys               | Sovrintendente Battle            |
| 1926 | L'assassinio di Roger Ackroyd         | The Murder Of Roger Ackroyd          | Hercule Poirot                   |
| 1927 | Poirot e i quattro                    | The Big Four                         | Hercule Poirot e Arthur Hastings |
| 1928 | Il mistero del Treno Azzurro          | The Mystery Of The Blue Train        | Hercule Poirot                   |
| 1929 | I Sette Quadranti                     | The Seven Dials Mystery              | Sovrintendente Battle            |
| 1930 | La morte nel villaggio                | The Murder At The Vicarage           | Miss Marple                      |
| 1931 | Un messaggio dagli spiriti            | The Sittaford Mystery                | -                                |
| 1932 | Il pericolo senza nome                | Peril At End House                   | Hercule Poirot e Arthur Hastings |
| 1933 | Se morisse mio marito                 | Lord Edgware Dies                    | Hercule Poirot e Arthur Hastings |
| 1934 | Assassinio sull'Orient Express        | Murder On The Orient Express         | Hercule Poirot                   |
| 1934 | Perché non l'hanno chiesto a Evans?   | Why Didn't They Ask Evans?           | -                                |
| 1934 | Tragedia in tre atti                  | Three Act Tragedy                    | Hercule Poirot                   |
| 1935 | Delitto in cielo                      | Death In The Clouds                  | Hercule Poirot                   |
| 1936 | La serie infernale                    | The A.B.C. Murders                   | Hercule Poirot e Arthur Hastings |
| 1936 | Non c'è più scampo                    | Murder In Mesopotamia                | Hercule Poirot                   |
| 1936 | Carte in tavola                       | Cards On The Table                   | Hercule Poirot e Ariadne Oliver  |
| 1937 | Due mesi dopo                         | Dumb Witness                         | Hercule Poirot e Arthur Hastings |
| 1937 | Poirot sul Nilo                       | Death On The Nile                    | Hercule Poirot                   |
| 1938 | La domatrice                          | Appointment With Death               | Hercule Poirot                   |
| 1938 | Il Natale di Poirot                   | Hercule Poirot's Christmas           | Hercule Poirot                   |
| 1939 | È troppo facile                       | Murder Is Easy                       | Sovrintendente Battle            |
| 1939 | Dieci piccoli indiani                 | And Then There Were None             | -                                |
| 1940 | La parola alla difesa                 | Sad Cypress                          | Hercule Poirot                   |
| 1940 | Poirot non sbaglia                    | One, Two, Buckle My Shoe             | Hercule Poirot                   |
| 1941 | Corpi al sole                         | Evil Under The Sun                   | Hercule Poirot                   |
| 1941 | Quinta colonna                        | N or M?                              | Tommy e Tuppence                 |
| 1942 | C'è un cadavere in biblioteca         | The Body In The Library              | Miss Marple                      |
| 1942 | Il ritratto di Elsa Greer             | Five Little Pigs                     | Hercule Poirot                   |
| 1942 | Il terrore viene per posta            | The Moving Finger                    | Miss Marple                      |
| 1944 | Verso l'ora zero                      | Towards Zero                         | Sovrintendente Battle            |
| 1944 | C'era una volta                       | Death Comes As The End               | -                                |
| 1945 | Giorno dei morti                      | Sparkling Cyanide                    | -                                |
| 1946 | Poirot e la salma                     | The Hollow                           | Hercule Poirot                   |
| 1948 | Alla deriva                           | Taken At The Flood                   | Hercule Poirot                   |
| 1949 | È un problema                         | Crooked House                        | -                                |
| 1950 | Un delitto avrà luogo                 | A Murder Is Announced                | Miss Marple e Dermot Craddock    |
| 1951 | Il mondo è in pericolo                | They Came To Baghdad                 | -                                |
| 1952 | Fermate il boia                       | Mrs McGinty's Dead                   | Hercule Poirot e Ariadne Oliver  |
| 1952 | Giochi di prestigio                   | They Do It With Mirrors              | Miss Marple                      |
| 1953 | Dopo le esequie                       | After The Funeral                    | Hercule Poirot                   |
| 1953 | Polvere negli occhi                   | A Pocket Full Of Rye                 | Miss Marple                      |
| 1954 | Destinazione ignota                   | Destination Unknown                  | -                                |
| 1955 | Poirot si annoia                      | Hickory Dickory Dock                 | Hercule Poirot                   |
| 1956 | La sagra del delitto                  | Dead Man's Folly                     | Hercule Poirot e Ariadne Oliver  |
| 1957 | Istantanea di un delitto              | 4.50 From Paddington                 | Miss Marple e Dermot Craddock    |
| 1958 | Le due verità                         | Ordeal By Innocence                  | -                                |
| 1959 | Macabro quiz                          | Cat Among The Pigeons                | Hercule Poirot                   |
| 1961 | Un cavallo per la strega              | The Pale Horse                       | Ariadne Oliver                   |
| 1962 | Assassinio allo specchio              | The Mirror Crack'd From Side To Side | Miss Marple e Dermot Craddock    |
| 1963 | Sfida a Poirot                        | The Clocks                           | Hercule Poirot                   |
| 1964 | Miss Marple nei Caraibi               | A Caribbean Mystery                  | Miss Marple                      |
| 1965 | Miss Marple al Bertram Hotel          | At Bertram's Hotel                   | Miss Marple                      |
| 1966 | Sono un'assassina?                    | Third Girl                           | Hercule Poirot e Ariadne Oliver  |
| 1967 | Nella mia fine è il mio principio     | Endless Night                        | -                                |
| 1968 | Sento i pollici che prudono           | By The Pricking Of My Thumbs         | Tommy e Tuppence                 |
| 1969 | Poirot e la strage degli innocenti    | Hallowe'en Party                     | Hercule Poirot e Ariadne Oliver  |
| 1970 | Passeggero per Francoforte            | Passenger To Frankfurt               | -                                |
| 1971 | Nemesi                                | Nemesis                              | Miss Marple                      |
| 1972 | Gli elefanti hanno buona memoria      | Elephants Can Remember               | Hercule Poirot e Ariadne Oliver  |
| 1973 | Le porte di Damasco                   | Postern Of Fate                      | Tommy e Tuppence                 |
| 1975 | Sipario, l’ultima avventura di Poirot | Curtain, Poirot’s Last Case          | Hercule Poirot e Arthur Hastings |
| 1976 | Addio, Miss Marple                    | Sleeping Murder                      | Miss Marple                      |

## Racconti
Oltre ai 66 romanzi, la Christie scrisse 153 racconti.
La maggior parte di essi furono pubblicati inizialmente su riviste e poi vennero pubblicati in forma di libro in varie raccolte.
Le raccolte principali sono:
| Anno | Raccolta                                     | Titolo originale                                  |
| ---- | -------------------------------------------- | ------------------------------------------------- |
| 1924 | Hercule Poirot indaga                        | Poirot Investigates                               |
| 1929 | Tommy e Tuppence: in due s'indaga meglio     | Partners in Crime                                 |
| 1930 | Il misterioso signor Quin                    | The Mysterious Mr Quin                            |
| 1932 | Miss Marple e i tredici problemi             | The Thirteen Problems                             |
| 1933 | Il segugio della morte                       | The Hound of Death                                |
| 1934 | Il mistero di lord Listerdale e altre storie | The Listerdale Mystery                            |
| 1934 | Parker Pyne indaga                           | Parker Pyne Investigates                          |
| 1937 | Quattro casi per Hercule Poirot              | Murder in the Mews                                |
| 1939 | In tre contro il delitto                     | The Regatta Mystery and Other Stories             |
| 1947 | Le fatiche di Hercule                        | The Labours of Hercules                           |
| 1948 | Testimone d'accusa e altre storie            | The Witness for the Prosecution and Other Stories |
| 1950 | Tre topolini ciechi e altre storie           | Three Blind Mice and Other Stories                |
| 1951 | Il mondo di Hercule Poirot                   | The Under Dog and Other Stories                   |
| 1960 | Il caso del dolce di Natale                  | The Adventure of the Christmas Pudding            |
| 1961 | Appuntamento con la paura                    | Double Sin and Other Stories                      |
| 1971 | The Golden Ball and Other Stories            |                                                   |
| 1974 | I primi casi di Poirot                       | Poirot's Early Cases                              |
| 1979 | Il caso della domestica perfetta             | Miss Marple's Final Cases and Two Other Stories   |
| 1981 | L'ultima seduta spiritica                    | The Last Séance                                   |
| 1984 | Hercule Poirot's Casebook                    |                                                   |
| 1991 | Intrigo alle Baleari e altre storie          | Problem at Pollensa Bay and Other Stories         |
| 1997 | The Harlequin Tea Set                        |                                                   |
| 1997 | La casa dei sogni                            | While the Light Lasts and Other Stories           |

## Romanzi rosa scritti come Mary Westmacott
| Anno | Romanzo                | Titolo originale          |
| ---- | ---------------------- | ------------------------- |
| 1930 | Il pane del gigante    | Giant's Bread             |
| 1934 | Ritratto incompiuto    | Unfinished Portrait       |
| 1944 | Il deserto del cuore   | Absent in the Spring      |
| 1948 | La rosa e il tasso     | The Rose and the Yew Tree |
| 1952 | Il destino degli altri | A Daughter's a Daughter   |
| 1956 | Ti proteggerò          | The Burden                |

## Opere teatrali
| Anno | Opera teatrale            | Titolo originale                  | Opera da cui è derivata                                           |
| ---- | ------------------------- | --------------------------------- | ----------------------------------------------------------------- |
| 1930 | Caffè nero                | Black Coffee                      | N.D.                                                              |
| 1943 | Dieci piccoli indiani     | And Then There Were None          | Dal romanzo Dieci piccoli indiani (Ten Little Niggers)            |
| 1944 | Assassinio sul Nilo       | Murder on the Nile/Hidden Horizon | Dal romanzo Poirot sul Nilo (Death on the Nile)                   |
| 1945 | Appuntamento con la morte | Appointment with Death            | Dal romanzo La domatrice (Appointment with Death)                 |
| 1951 | Il rifugio                | The Hollow                        | Dal romanzo Poirot e la salma (The Hollow)                        |
| 1952 | Trappola per topi         | The Mousetrap                     | Dal racconto Tre topolini ciechi (Three Blind Mice)               |
| 1953 | Testimone d'accusa        | Witness for the Prosecution       | Dal racconto Testimone d'accusa (The Witness for the Prosecution) |
| 1954 | La tela del ragno         | Spider's Web                      | N.D.                                                              |
| 1956 | Il destino degli altri    |                                   | Dal romanzo Il destino degli altri (A Daughter's a Daughter)      |
| 1956 | Verso l'ora zero          | Towards Zero                      | Dal romanzo Verso l'ora zero (Towards Zero)                       |
| 1958 | Verdetto                  | Verdict                           | N.D.                                                              |
| 1958 | L'ospite inatteso         | The Unexpected Guest              | N.D.                                                              |
| 1960 | Delitto retrospettivo     | Go Back for Murder                | Dal romanzo Il ritratto di Elsa Greer (Five Little Pigs)          |
| 1962 | Rule of Three             |                                   | N.D.                                                              |
| 1971 | I tre maghi della truffa  | Fiddler's Three                   | N.D.                                                              |
| 1973 | Akhnaton                  |                                   | N.D.                                                              |
| 2003 | Chimneys                  |                                   | Dal romanzo Il segreto di Chimneys (The Secret of Chimneys)       |

## Radiodrammi
| Anno | Opera teatrale          | Opera da cui è derivata                                                       |
| ---- | ----------------------- | ----------------------------------------------------------------------------- |
| 1937 | The Yellow Iris         | Dal racconto "Iris gialli" (The Yellow Iris)                                  |
| 1947 | Three Blind Mice        | ne derivò l'omonimo racconto, poi il dramma Trappola per topi (The Mousetrap) |
| 1948 | Butter in a Lordly Dish | N.D.                                                                          |
| 1954 | Personal Call           | N.D.                                                                          |

## Sceneggiature televisive
| Anno | Opera teatrale | Opera da cui è derivata                  |
| ---- | -------------- | ---------------------------------------- |
| 1937 | Wasp's Nest    | Dal racconto Nido di vespe (Wasp's Nest) |

## Romanzi come coautrice
| Anno | Opera                    | Titolo originale     | Co-scrittori                                                                             | Note                                             |
| ---- | ------------------------ | -------------------- | ---------------------------------------------------------------------------------------- | ------------------------------------------------ |
| 1930 | Il paravento             | Behind The Screen    | Hugh Walpole, Dorothy L. Sayers, Anthony Berkeley, E. C. Bentley e Ronald Knox           | Pubblicato in Italia nella raccolta Le sei mani. |
| 1931 | Lo scoop                 | The Scoop            | Dorothy L. Sayers, E. C. Bentley, Anthony Berkeley, Freeman Wills Crofts e Clemence Dane | Pubblicato in Italia nella raccolta Le sei mani. |
| 1931 | L'ammiraglio alla deriva | The Floating Admiral | Gilbert Keith Chesterton e Dorothy L. Sayers e altri membri del "Detection Club".        |                                                  |
| 1956 | Towards Zero             | Towards Zero         | Gerard Verner                                                                            | Tratto dal suo romanzo Verso l'ora zero          |

## Altri lavori
| Anno | Opera                      | Titolo originale                      | Note |
| ---- | -------------------------- | ------------------------------------- | --- |
| 1925 | The Road of Dreams         |                                       | Poesie |
| 1946 | Viaggiare è il mio peccato | Come, Tell Me How You Live            | Resoconto di viaggio in cui descrive i giorni in cui ha accompagnato il marito nelle sue spedizioni archeologiche in paesi come la Siria e l'Iraq |
| 1965 | La Stella di Betlemme      | Star Over Bethlehem and other stories | Poesie |
| 1973 | Poems                      |                                       | Poesie |
| 1977 | La mia vita                | An Autobiography                      | |